# 観光経済新聞
観光経済新聞（かんこうけいざいしんぶん）は、観光経済新聞社が発行する観光・旅行業界の専門紙。旅館新聞を前身としており、全国各地の旅館ホテル、旅行会社、自治体に幅広く読まれている。

## 概要
紙面は「総合」「旅行業・運輸」「旅館ホテル・施設・団体」「経営」「地域観光」に分かれる。館内備品の特集や観光地特集、調査データなども紙面で掲載している。
「にっぽんの温泉100選」や「人気温泉旅館ホテル250選」などを主催し、人気温泉旅館ホテル250選に通算5回以上入選した宿を「5つ星の宿」として認定する事業を展開している。なお、「5つ星の宿」は観光経済新聞社の登録商標である。